# إبراهيم بن فائد الزواوي
أبو إسحاق إبراهيم بن فايد  أو أبو جميل زيان بن فايد  أو أبو الفداء زيان بن فايد  المعروف أيضًا باسم سيدي بوسحاقي هو رجل دين سني مالكي أشعري قادري من جرجرة في الجزائر بشمال أفريقيا.

## نشأته
إبراهيم بن فائد بن موسى بن عمر بن سعيد بن علال بن سعيد هو فقيه مالكي زواوي جزائري ولد في الثنية خلال سنة 1394م الموافق لعام 796هـ. نشأ إبراهيم في جبال الخشنة قرب وادي يسر شرق ولاية الجزائر الحالية، ومعاصره عبد الرحمن الثعالبي ولاحقه أمحمد بن عبد الرحمان بوقبرين.
درس بوسحاقي مبادئ القرآن واللغة العربية في زوايا جبال الخشنة التي هي امتداد لجبال جرجرة في الأطلس التلي. وامتدت دراسته الأولية في مسقط رأسه زواوة إلى غاية سنة 1406م.
انتقل بوسحاقي إلى بجاية خلال سنة 1406م ليقرأ بها القرآن ويشتغل بها في الفقه المالكي على أبي الحسن علي بن عثمان المنقلاتي البجائي في مسجد عين البربر مع زملائه عبد الرحمان الثعالبي، يحيى العيدلي ومنصور المنجلاتي،ثم رحل بوسحاقي في سنة 1411م إلى تونس حيث تعمق في أخذ الفقه المالكي وكذا المنطق عن العالم أبو عبد الله محمد بن خليفة الأبي.
وأخذ الفقه المالكي أيضاً وكذا التفسير عن القاضي أبو عبد الله عمر القلشاني. كما أخذ الفقه المالكي وحده عن العالم يعقوب الزغبي. وتتلمذ في أصول الدين عن العالم عبد الواحد الغرياني.
ثم رجع بوسحاقي إلى جبال بجاية فأخذ اللغة العربية عن الأستاذ عبد العالي بن فراج. ثم انتقل بوسحاقي إلى قسنطينة فقطنها. فأخذ في قسنطينة مبادئ الأصلين والمنطق عن حافظ المذهب المالكي أبي زيد عبد الرحمن الملقب بـالباز.وأخذ كذلك المعاني والبيان عن العالم أبي عبد الله محمد بن يحي اللبسي الحكم الأندلسي ورد عليهم حاجاً. وأخذ الأصلين والمنطق والمعاني والبيان مع الفقه المالكي وغالب العلوم المتداولة عن العالم ابن مرزوق الحفيد عالم تلمسان قدم عليهم قسنطينة فأقام بها نحو ثمانية أشهرولم ينفك عن الاشتغال والأشغال حتى برع في جميع هذه الفنون لا سيما الفقه المالكي.
حج بوسحاقي مراراً وجاور وتلا لنافع المدني على الزين عبد الله بن عياش بن أبي ربيعة المخزومي، وحضر مجلس ابن الجزري في سنة 828هـ.وقد أخذ في الحجاز عن العالم محمد بن محمد بن عيسى الدلدوي أثناء موسم الحج لسنة 853هـ.كما لقيه العالم أبو الحسن برهان الدين إبراهيم بن عمر البقاعي في سنة 853هـ بمكة وقال عنه: «إنه رجل صالح من المشهورين بين المغاربة بالدين والعلم، وعليه سمت الزهاد وسكوتهم».

## آثاره العلمية
من مصنفات أبو إسحاق إبراهيم بن فايد :
- تفسير بوسحاقي للقرآن الكريم.[28]
- نظم قواعد الإعراب لابن هشام شرح قطر الندى في مجلد.[29]
- تلخيص كتاب «تلخيص المفتاح» من تأليف جلال الدين القزويني في مجلد أيضاً وسماه «تلخيص التلخيص».
- وضع على المختصر ثلاثة شروح، ينقل فيها عن فطاحل علماء المذهب كابن عبد السلام وخليل وابن عرفة وغيرهم وهي:
  - مختصر الشيخ خليل في ثمان مجلدات، وقيل ثلاث مجلدات، في الفقه المالكي سماه: «تسهيل السبيل لمقتطف أزهار روض خليل» في مختصر الشيخ خليل بن إسحاق، وذكره القرافي باسم «تسهيل السبيل في شرح مختصر خليل». قال التنبكتي: «وقفت على السفر الثالث من شرحه تسهيل السبيل من القسمة لآخره، حسن من جهة النقول يعتمد فيها ابن عبد السلام والتوضيح وابن عرفة وغيرهم، وفي آخره جامع كبير لخصّه من البيان وغيره». قال الشيخ عبد الرحمان الجيلالي عقب سرده لمقولة صاحب النيل: «يوجد الجزء الأول منه اليوم بالزاوية الحمزية بالمغرب الأقصى مبتور الأخير».
  - مختصر الشيخ خليل في مجلدين سماه: «فيض النيل في شرح مختصر خليل»: وهو شرح في مجلدين، تم في سنة 855هـ.[30]
  - «تحفة المشتاق في شرح مختصر خليل بن إسحاق»: جاء في نيل الابتهاج بتطريز الديباج: «ورأيت في خزانة جامع الشرفاء (جامع المواسين) بمراكش السفر الأول من شرحه آخر على خليل قدر الثلث إلى الجهاد سماه (تحفة المشتاق في شرح خليل بن إسحاق)، في مجلد ضخم».
  - حاشية "الشامل في الفقه" من تأليف "بهرام بن عبد الله الدميري" (توفي 805هـ)".

وشروح العلامة معتمدة عند أهل التحقيق، قال النابغة في نظمه

## زاويته
أسس العالم «بوسحاقي» مدرسة تعليمية هي «زاوية سيدي بوسحاقي» في منطقة الثنية خلال عام 1442م الموافق لتاريخ 846هـ. أخذ العديد من التلاميذ عن بوسحاقي، ومن بينهم الشهاب بن يونس الذي شاركه كذلك في أخذه عن محمد بن محمد بن عيسى الدلدوي أحد مشايخه.

## وفاته
كانت وفاة بوسحاقي في سنة 1453م الموافق لعام 857هـ.
وقد تم دفنه في منطقة الثنية في جبال الخشنة الفاصلة بين جرجرة والأطلس البليدي.

## ذريته
تفرعت ذرية بوسحاقي خلال أكثر من 20 جيلا إلى فروع وعائلات انتشرت في منطقة القبائل والزواوة ومتيجة وغيرها.
|              |              |              |              |              |              |  |  |                                                                  |                                                                  |                                                                  |                                                                  | فروع عشيرة البوسحاقيين                                           |                                                                  |  |  |                                                                                                 |                                                                                                 |                                                                                                 |                                                                                                 |                                                                                                 |                                                                                                 |  |  |                                                                          |                                                                          |                                                                          |                                                                          |                                                                          |                                                                          |  |  |  |  |  |  |  |  |  |  |  |  |  |  |  |  |  |  |  |  |  |  |  |  |
|              |              |              |              |              |              |  |  |                                                                  |                                                                  |                                                                  |                                                                  |                                                                  |                                                                  |  |  |                                                                                                 |                                                                                                 |                                                                                                 |                                                                                                 |                                                                                                 |                                                                                                 |  |  |                                                                          |                                                                          |                                                                          |                                                                          |                                                                          |                                                                          |  |  |  |  |  |  |  |  |  |  |  |  |  |  |  |  |  |  |  |  |  |  |  |  |
|              |              |              |              |              |              |  |  |                                                                  |                                                                  |                                                                  |                                                                  |                                                                  |                                                                  |  |  |                                                                                                 |                                                                                                 |                                                                                                 |                                                                                                 |                                                                                                 |                                                                                                 |  |  |                                                                          |                                                                          |                                                                          |                                                                          |                                                                          |                                                                          |  |  |  |  |  |  |  |  |  |  |  |  |  |  |  |  |  |  |  |  |  |  |  |  |
| فروع أخرى    | فروع أخرى    | فروع أخرى    | فروع أخرى    | فروع أخرى    | فروع أخرى    |  |  | أمغدلن                                                           | أمغدلن                                                           | أمغدلن                                                           | أمغدلن                                                           | أمغدلن                                                           | أمغدلن                                                           |  |  | الصومعة                                                                                         | الصومعة                                                                                         | الصومعة                                                                                         | الصومعة                                                                                         | الصومعة                                                                                         | الصومعة                                                                                         |  |  | تبراهيمت                                                                 | تبراهيمت                                                                 | تبراهيمت                                                                 | تبراهيمت                                                                 | تبراهيمت                                                                 | تبراهيمت                                                                 |  |  |  |  |  |  |  |  |  |  |  |  |  |  |  |  |  |  |  |  |  |  |  |  |
| فروع أخرى    | فروع أخرى    | فروع أخرى    | فروع أخرى    | فروع أخرى    | فروع أخرى    |  |  | أمغدلن                                                           | أمغدلن                                                           | أمغدلن                                                           | أمغدلن                                                           | أمغدلن                                                           | أمغدلن                                                           |  |  | الصومعة                                                                                         | الصومعة                                                                                         | الصومعة                                                                                         | الصومعة                                                                                         | الصومعة                                                                                         | الصومعة                                                                                         |  |  | تبراهيمت                                                                 | تبراهيمت                                                                 | تبراهيمت                                                                 | تبراهيمت                                                                 | تبراهيمت                                                                 | تبراهيمت                                                                 |  |  |  |  |  |  |  |  |  |  |  |  |  |  |  |  |  |  |  |  |  |  |  |  |
| عائلات .أخرى | عائلات .أخرى | عائلات .أخرى | عائلات .أخرى | عائلات .أخرى | عائلات .أخرى |  |  | :العائلات ،بقار ،بوشلاغم ،إسحاق بوسحاقي ،سعد شاوش .ابن البوسحاقي | :العائلات ،بقار ،بوشلاغم ،إسحاق بوسحاقي ،سعد شاوش .ابن البوسحاقي | :العائلات ،بقار ،بوشلاغم ،إسحاق بوسحاقي ،سعد شاوش .ابن البوسحاقي | :العائلات ،بقار ،بوشلاغم ،إسحاق بوسحاقي ،سعد شاوش .ابن البوسحاقي | :العائلات ،بقار ،بوشلاغم ،إسحاق بوسحاقي ،سعد شاوش .ابن البوسحاقي | :العائلات ،بقار ،بوشلاغم ،إسحاق بوسحاقي ،سعد شاوش .ابن البوسحاقي |  |  | :العائلات ،بوسحاقي ،رحمون ،توزوت ،بوشاطال ،دلال ،بلدي عثمان ،إيفري ،لولا ،بن نعمان ،باقي .طالبي | :العائلات ،بوسحاقي ،رحمون ،توزوت ،بوشاطال ،دلال ،بلدي عثمان ،إيفري ،لولا ،بن نعمان ،باقي .طالبي | :العائلات ،بوسحاقي ،رحمون ،توزوت ،بوشاطال ،دلال ،بلدي عثمان ،إيفري ،لولا ،بن نعمان ،باقي .طالبي | :العائلات ،بوسحاقي ،رحمون ،توزوت ،بوشاطال ،دلال ،بلدي عثمان ،إيفري ،لولا ،بن نعمان ،باقي .طالبي | :العائلات ،بوسحاقي ،رحمون ،توزوت ،بوشاطال ،دلال ،بلدي عثمان ،إيفري ،لولا ،بن نعمان ،باقي .طالبي | :العائلات ،بوسحاقي ،رحمون ،توزوت ،بوشاطال ،دلال ،بلدي عثمان ،إيفري ،لولا ،بن نعمان ،باقي .طالبي |  |  | :العائلات ،مسلم ،أبزار ،دلالي ،عنصر ،عوينة ،عثماني ،برديوي ،كرديوي .كروش | :العائلات ،مسلم ،أبزار ،دلالي ،عنصر ،عوينة ،عثماني ،برديوي ،كرديوي .كروش | :العائلات ،مسلم ،أبزار ،دلالي ،عنصر ،عوينة ،عثماني ،برديوي ،كرديوي .كروش | :العائلات ،مسلم ،أبزار ،دلالي ،عنصر ،عوينة ،عثماني ،برديوي ،كرديوي .كروش | :العائلات ،مسلم ،أبزار ،دلالي ،عنصر ،عوينة ،عثماني ،برديوي ،كرديوي .كروش | :العائلات ،مسلم ،أبزار ،دلالي ،عنصر ،عوينة ،عثماني ،برديوي ،كرديوي .كروش |  |  |  |  |  |  |  |  |  |  |  |  |  |  |  |  |  |  |  |  |  |  |  |  |

## مواضيع ذات صلة
- أمازيغ
- زواوة
- منطقة القبائل
- جبال الخشنة
- سيدي عبد الرحمان الثعالبي
- مسجد سيدي إبراهيم البحري
- سيدي أمحمد بن عبد الرحمان بوقبرين
- زاوية أولاد بومرداس
- محمد بن خليفة الأبي
- عمر القلشاني
- ابن الجزري
- برهان الدين البقاعي
- أبو عبد الله الشريف التلمساني